# Лило Яковов
Лило Яковов Илиев е български лекар и общественик.

## Биография
Роден е 1864 година в Свищов в семейството на революционера поборник Яков Илиев и Мария (Уца) Данаилова. Завършва Робърт колеж в Цариград, а после медицина във Виенския университет. Връща се в Свищов и работи като лекар. Участва активно в обществения живот на града.
Деец е на Македоно-одринската организация. Делегат е на Осмия македоно-одрински конгрес от Свищовското дружество.
Участва в Първата световна война като санитарен майор, помощник-началник на санитарна част в щаба на Първа армия. За бойни отличия и заслуги във войната е награден с народен орден „За военна заслуга“, V степен. Произведен е в чин подполковник.
Умира в дома си в София на 9 юли 1916 година.